# Guanaguana
Guanaguana es un pequeño pueblo ubicado en un valle, cortado por el río Guatatar, al noroeste del estado Monagas. El Arcángel San Miguel de Guanaguana es otra antigua misión de los Frailes Aragoneses. 
Está situada en un valle que se va abriendo hacia las inmensas sabanas que hoy forman el estado Monagas.

## Historia
Se atribuye su fundación, como pueblo de misión, al padre fray Pacián de San Martín en mayo de 1729 a los márgenes del río Guatata con indios chaima, procedentes del pueblo de San Antonio de Padua de Capayacuar (hoy San Antonio de Maturín) y contaba con 99 almas. Pero tres años más tarde, los indios se fugaron. Cuarenta años después fue trasladado un kilómetro más al norte, en el sitio que hoy ocupa. No obstante, Torrelosnegro, sitúa su fundación definitiva en el año de 1732. Por la relación de Torrelosnegro, hecha en 1780, se sabe que el pueblo tenía «… una hermosa Iglesia de tejas, cuyo valor asciende a 2.000 pesos…», sin embargo, cuando el barón Alexander von Humboldt pasó por Guanaguana, en 1799, esta ya no existía; seguramente la destruyó un temblor. Los muros de la vieja Iglesia colonial que hoy conocemos son los de una construcción que debió comenzarse en los primeros años del siglo XIX y los acontecimientos de la Independencia de Venezuela dejaron sin terminar.

## Turismo

### Ruinas de la Iglesia colonial San Miguel Arcángel

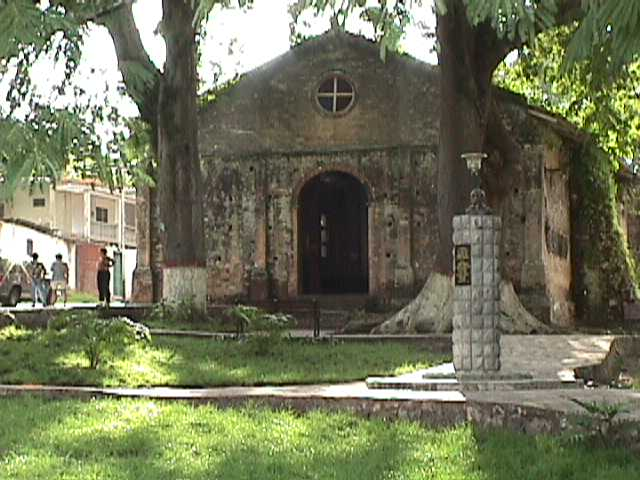
Iglesia de Guanaguana.

Uno de los sitios de mayor interés es la iglesia San Miguel Arcángel, ubicada entre Caripe y Maturín, templo construido por los frailes misioneros en épocas de la colonia. Según la historia los misioneros levantaron esta iglesia con ladrillos de arcilla, madera y asbesto en el siglo XVIII, en honor a San Miguel Arcángel. Es un sitio fresco y sencillo, que permanece abierto durante el día y que, acompañado por inmensos árboles y una pequeña plaza, hace suyo el paisaje.
Las medidas perimetrales (14,1 × 32,6 m) revelan que el templo debía consistir de tres naves, aunque se ignora si las series de columnas divisorias de las naves eran de mampostería o palosano, porque no quedó traza alguna de las bases. A excepción de la fachada, que es toda de mampostería, piedra y ladrillos, los muros laterales ofrecen algún interés por dejar a la vista la técnica utilizada en el Tapial. Las rafas de mamposterías se alternan a lo largo de las paredes y están trabadas en forma adintelada con la tapia o tierra apisonada. También se observan los huecos de las agujas del Tapial. El cuerpo inferior de la fachada, que es solo conocido, se nos presenta en formas muy sencillas; cuatro esbeltas pilastras, dos de las cuales enmarcan la portada, constituyen todos los motivos arquitectónicos del conjunto. Al lado de la iglesia, calle por medio, queda en ruinas lo que antiguamente fue el convento. Su principal atractivo turístico son las ruinas de su iglesia colonial.

## Cultura
La Danza de la Arepa, nace en el año 2000 por iniciativa de la señora Edelmira Gil de Fuentes, miembro fundador de Fundación Cultural Guanaguana en septiembre de 1994 (Fundaguanaguana). Es la expresión popular del quehacer de una casa, a la mujer del campo que se dedica a hacer la arepa. Actualmente esta fundación está dirigida por la ingeniera y amante de la cultura  Fátima fuentes Gil, hija de la señora Edelmira 
La Fiestas de San Miguel Arcángel. Son todo un espectáculo que brilla todo el mes de septiembre, se da inicio con la caravana de san Miguel en los primeros días de septiembre la cual recorre toda la población, luego se realiza la peregrinación está culmina un día antes del día del santo  el cual es homenajeado por pobladores y aledaños durante todo el día y al finalizar la tarde se realiza una procesión por el casco histórico dé Guanaguana. 

### Gastronomía
Es común encontrar en los locales de comida, empanadas fritas de maíz tierno amarillo, con una variedad de rellenos entre queso blanco duro, carne mechada y pollo.
Por otro lado, cerca de la iglesia del Arcángel Miguel suelen vender melcocha, dulce a base de papelón y torrejas, disco de masa de harina de trigo frito y luego azucarado.